# Janusz Christa
Janusz Wincenty Christa (ur. 19 lipca 1934 w Wilnie, zm. 15 listopada 2008 w Sopocie) – polski autor komiksów, rysownik i scenarzysta, z wykształcenia ekonomista. Autor jednej z najpopularniejszych polskich serii komiksów – Kajko i Kokosz.

## Życiorys
Syn Kazimierza i Apolonii z domu Jachiewicz, brat Olgierda i Zdzisława, żołnierza AK ps. Mamut. Okupację sowiecką i niemiecką przeżył z rodziną w Wilnie. Po wojnie rodzina osiadła w Sopocie. Od 1945 mieszkał w Sopocie, kolejno przy ul. Helskiej, 23 Marca, Wybickiego. Zadebiutował w 1957. Nie wiadomo, czy początkiem były jednostronicowe historyjki o dwóch chłopcach, Kuku Ryku, publikowane w magazynie „Przygoda” czy całostronicowy komiks bez dymków Opowieść o Armstrongu, drukowany w magazynie „Jazz”. W 1958 związał się z „Wieczorem Wybrzeża” i drukował w nim najpierw przygody Kajtka-Majtka, potem Kajtka i Koka (z najdłuższą polską epopeją komiksową W Kosmosie), oraz trzy pierwsze historyjki o Kajku i Kokoszu (Złoty puchar, Szranki i konkury, Woje Mirmiła).
Jego najpopularniejsze dzieło, Kajko i Kokosz, powstało w 1972, a po raz pierwszy ukazało się, jako odcinkowa historia jednostronicowa, w Świecie Młodych (de facto była to czwarta historyjka o obu wojach). Gucek i Roch to dwóch nowych bohaterów stworzonych w 1978. Christa był autorem scenariusza, chociaż podpisał go nazwiskiem Adama Kołodziejczyka.
Na początku lat 90. XX wieku przestał tworzyć ze względu na stan zdrowia. Na początku XXI wieku wydawnictwo Egmont Polska zaczęło wydawać tomy jego klasycznych, w większości „wybrzeżowych”, komiksów. Natomiast w listopadzie 2005 ukazały się edycja śląska Szkoły latania (Szkoła furganio) i kaszubska Na wczasach (Na latowisku), w 2006 edycja góralska Wielkiego turnieju (Ogromniasto gońba).
Trzykrotnie podejmowano próby ekranizacji komiksów Janusza Christy. Na przełomie lat 80. i 90. XX wieku polski oddział amerykańskiego potentata kreskówkowego Hanna-Barbera, wspólnie ze Studiem Filmów Rysunkowych w Bielsku-Białej podjął pierwszą próbę filmowej adaptacji przygód Kajka i Kokosza, która zakończyła się na etapie testów i wstępnych animacji, wiernych komiksowemu pierwowzorowi. Od 2001 trwały prace nad aktorską adaptacją Kajka i Kokosza, które zostały wstrzymane z powodu zbyt niskiego budżetu. 23 czerwca 2006 miała miejsce premiera 16-minutowego filmu Kajko i Kokosz w reżyserii Daniela Zduńczyka i Marcina Męczkowskiego, wyprodukowanego w studiu Virtual Magic, zrealizowanego techniką animacji komputerowej, na bazie jednego z wątków komiksu Zamach na Milusia. Historia ta została przedstawiona z punktu widzenia przyglądającej się mrówki, pokrywa się w dużej mierze z pierwowzorem i wypełniają ją zabawne scenki oraz żarty głównych bohaterów. Film miał być wstępem do dużo większego projektu, lecz do śmierci twórcy komiksu nie udało się go zrealizować. W 2021 miał premierę serial animowany emitowany na Netflixie.
31 maja 2007 został odznaczony przez ministra kultury i dziedzictwa narodowego Kazimierza Michała Ujazdowskiego Srebrnym Medalem „Zasłużony Kulturze Gloria Artis”. W 2008, na Międzynarodowym Festiwalu Komiksu w Łodzi, świętowano 50-lecie narodzin Kajtka i Koka.
Zmarł 15 listopada 2008 w Sopocie, pochowany na cmentarzu katolickim (kwatera F4-10-2).  

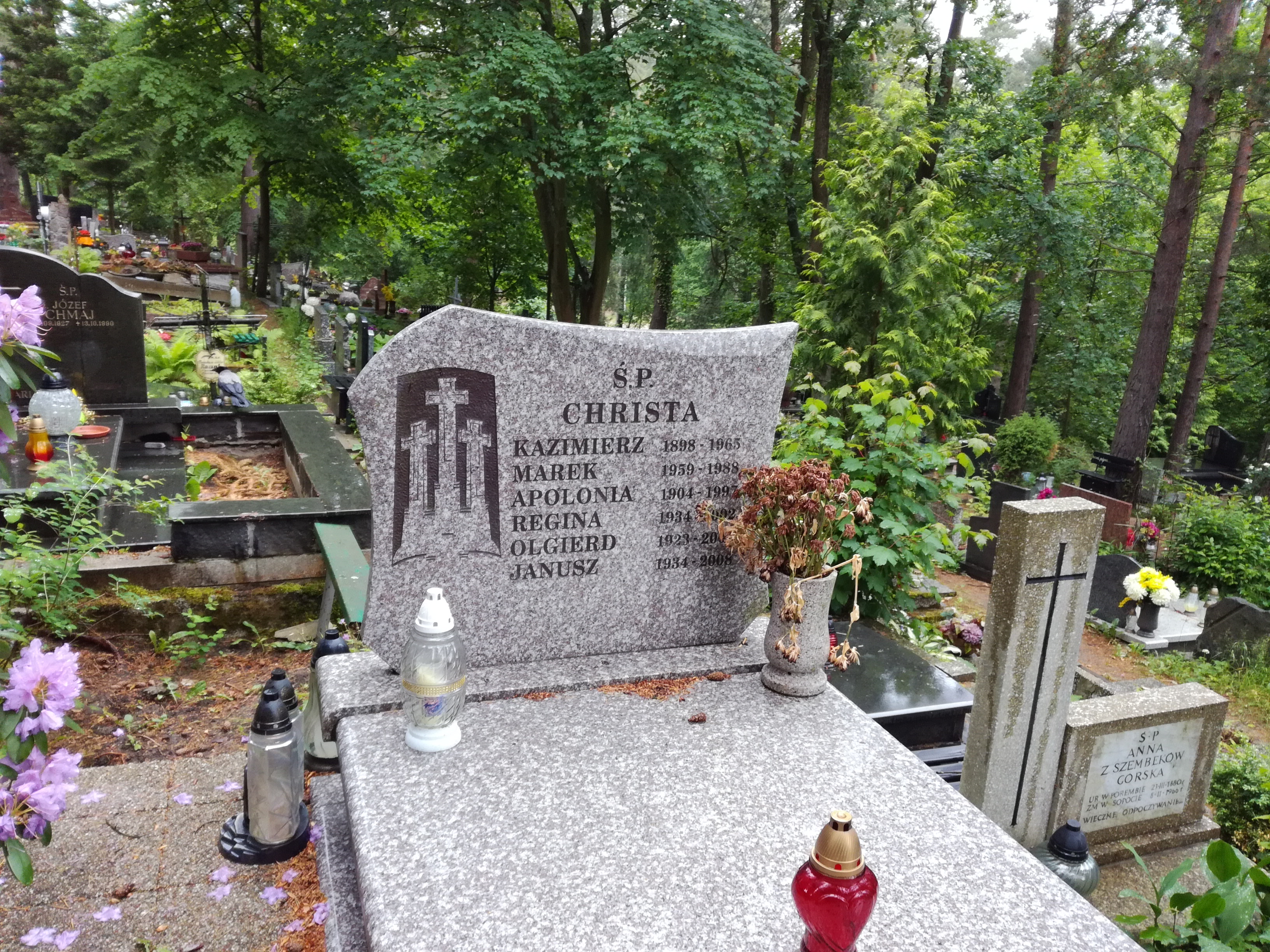
Grób Janusza Christy na cmentarzu katolickim w Sopocie

Władze Sopotu planują utworzyć w mieście gród Kajka i Kokosza, by mogli stać się jednym z symboli kurortu.

## Twórczość

### Komiksy z cykluKajtek i Koko
Paski:
- Latający Holender – 1958
- Profesor Kosmosik i Marsjanie – 1958-1959
- Czarny rycerz – 1959-1960
- Utracony skarb – 1960
- Franek! Kajtek! – Tygodnik Morski 1960
- Na morze – 1961
- Poszukiwany Zyg-Zak – 1961
- Wybory do rad narodowych – 1961
- Dni Gdańska – 1961
- Kajtek, Koko i piraci – 1961-1962
- Opowiadanie Koka – 1962-1963
- W krainie baśni – 1963-1964
- Na tropach pitekantropa – 1964-1965
- Kajtek i Koko na wakacjach – 1965
- Opowieść Koka – 1965-1966
- Śladem białego wilka – 1966-1967
- Jubileusz 10-lecia Wieczoru Wybrzeża 1967
- Zwariowana wyspa – 1967
- Londyński kryminał – 1967-1968
- Kajtek i Koko w kosmosie – 1968-1972
- Opowieści Koka – 1993

Albumy:
- Kajtek i Koko w kosmosie – Wydawnictwo Artystyczno-Graficzne 1974
- Śladem białego wilka – KAW 1989
- Duch bunkra – KAW 1989
- Chybiony strzał – KAW 1990
- Zwariowana wyspa (2 tomy) – Zespół 1990
- Londyński kryminał (2 tomy) – Zespół 1990
- Pojedynek z Abrą – Adarex 1991
- Zabłąkana rakieta – Adarex 1991
- Twierdza tyrana – Adarex 1991
- Kosmiczni piraci – Wojtek-press 1992
- Kajtek i Koko w kosmosie – Egmont Polska 2001
- Kajtek i Koko na tropach pitekantropa – Egmont Polska 2001
- Kajtek, Koko i inni – Egmont Polska 2004
- Kajtek i Koko w Londynie – Egmont Polska 2005
- Kajtek i Koko – Profesor Kosmosik – Egmont Polska 2006
- Kajtek i Koko – Śladem białego wilka – Egmont Polska 2007
- Kajtek i Koko – Poszukiwany Zyg-Zak – Egmont Polska 2009

### Komiksy z cykluKajko i Kokosz
- Złoty puchar[a] – 1972-1973
- Szranki i konkury – 1973-1974
- Woje Mirmiła – 1974; c.d. w Rozprawie z Dajmiechem
- Rozprawa z Dajmiechem – 1974-1975; c.d. Wojów Mirmiła
- Szkoła latania – 1975
- Wielki turniej – 1976
- Na wczasach – 1977
- Zamach na Milusia – 1977-1978; wydanie rozszerzone – 1989
- Profesor Stokrotek – 1979; w zbiorach komiksów: Wygnaniec (wyd. KAW 1988) i Urodziny Milusia (wyd. Egmont Polska 2004)
- Urodziny Milusia – 1979 w zbiorach komiksów: Fortuna Amelii (wyd. KAW 1986) i Urodziny Milusia (wyd. Egmont Polska 2004)
- Łaźnia – 1979; w zbiorach komiksów: Fortuna Amelii (wyd. KAW 1986) i Urodziny Milusia (wyd. Egmont Polska 2004)
- Koncert Kaprala – 1979; w zbiorach komiksów: Bambi (wyd. KAW 1987) i Urodziny Milusia (wyd. Egmont Polska 2004)
- Skarby Mirmiła – 1980
- Cudowny lek – 1981
- Festiwal czarownic – 1982
- Dzień Śmiechały – 1983
- Srebrny denar – 1984, w zbiorze komiksów: Urodziny Milusia (wyd. Egmont Polska 2004)
- W krainie borostworów – 1987; także jako dodatek do gry komputerowej Kajko i Kokosz
- Mirmił w opałach – 1990
- Pasowanie – 1993[b]; w magazynie Super Boom nr 4/93 i zbiorze komiksów Urodziny Milusia (wyd. Egmont 2004)

### Albumy z cykluGucek i Roch
- Tajemniczy rejs – 1978
- Kurs na Półwysep Jork – 1979-1981

### Inne prace

#### W magazynie „Jazz”
- Rock and Roll – „Jazz” 2/1957
- Opowieść o Armstrongu – „Jazz” 3-9/1957, 8 odcinków
- Kuku-Ryku – „Przygoda” 5/57 – 26/1958, 11 odcinków A3 (tekst: A. i M. Kulmryk w 2 spośród 11 odcinków)

#### W magazynie komiksowym „Relax”
- Bajka dla dorosłych[c] – „Relax” 1/1976, 4-9/1977, 15/1978, 18/1978; 10 odcinków[12]
- Zaginiona załoga – „Relax” 2/1976[13]
- Dżdżownica – „Relax” 4/1977[13]
- Palacze – „Relax” 5/1977, 14/1978, 2 odcinki[13]
- Pan Paparura i pies Aj – „Relax” 6/1977[13]
- Łabędź – „Relax” 14/1978[13]
- Coś z ryb – „Relax” 15/1978[13]

#### W gazecie „Wieczór Wybrzeża”
- Kichaś – „Wieczór Wybrzeża” 16.3.1957 (komiks niemy)
- Jack O’Key – „Wieczór Wybrzeża” 13.6.1958-26.07.1958, 4 odcinki
- Wesołych Świąt – „Wieczór Wybrzeża” 24.12.1960, 1 odcinek A3
- Detektyw Trop – „Wieczór Wybrzeża” 24.12.1960-1.04.61, 6 odcinków o różnych formatach (A5)

#### W gazecie „Głos Wybrzeża”
- Skarby starego zamczyska – „Głos Wybrzeża” 08.02.1958-22.03.1958 (komiks realistyczny, tekst: Tadeusz Rafałowski), 6 odcinków

#### W tygodniku „Nowa Wieś”
- Korak syn Tarzana – „Nowa Wieś” 22/1958-35/1958 (komiks realistyczny bez dymków, autor tekstu nieznany), 14 odcinków

### Ilustracje książek
- Józef Borysewicz: Przygoda w Gibraltarze – Wydawnictwo Morskie 1959 (ilustracje realistyczne)
- Tadeusz Szczygielski: Żeglarskie dzieje – Wydawnictwo Morskie 1959 (ilustracje realistyczne)
- Eugenia Kobylińska-Masiejewska: Jak l b odkryła Nowy Ląd – Wydawnictwo Morskie 1960 (ilustracje realistyczne)

## Nagrody
- Srebrny Medal „Zasłużony Kulturze Gloria Artis” (2007)[14][15]
- Nagroda Prezydenta Miasta Gdańska w Dziedzinie Kultury z okazji jubileuszu 50-lecia pracy twórczej (2007)[16]
- Nagroda „Zasłużony dla komiksu polskiego” (2019, pośmiertnie)[17]

## Upamiętnienie
W 2014, pod patronatem Pauliny Christy, wnuczki artysty,  powstała w Sopocie fundacja im. Janusza Christy - „Kreska”.
Na festiwalu Kultury Popularnej DwuTakt w Toruniu w latach 2014–2018 przyznawany był Złoty Puchar – nagroda im. Janusza Christy za szczególne osiągnięcia na polu popularyzacji komiksu.